# Sven Omann
Sven Omann (bedre kendt under pseudonymet Wanda Liszt; født 11. juni 1950) er en af de få overlevende skikkelser fra Bøssernes BefrielsesFront, som den opstod i 1970'erne. Da BBF begyndte at skifte fokus fra udadgående aktiviteter (som 70'ernes mænd i kjoleskrud og fuldskæg på Strøget) til forestillinger i teatret Bøssehuset på Christiania, trådte Wanda i fuld karakter med mindeværdige roller som dr. Hölle Garbitz, den stolte opfinder af AIDS, og mange andre. Han har også haft et tæt samarbejde med Helle Ryslinge og været medforfatter på flere af hendes film.